# Croton levatii
Croton levatii là một loài thực vật có hoa trong họ Đại kích. Loài này được Guillaumin mô tả khoa học đầu tiên năm 1919 publ. 1920.